# Milostislav Bartulica
Milostislav Bartulica  (Kotor, 6. svibnja 1893. – Zagreb, 20. siječnja 1984.) (neki izvori navode za godinu smrti 1979.), bio je hrvatski novinar u Čileu. Uređivao je hrvatske iseljeničke novine. Bartuličin se rad našao i u književnosti i publicistici.

## Životopis
Rodio se je u Kotoru, 1893., za vrijeme austrijske vlasti. Ondje je pohađao osnovnu školu i gimnaziju. Studirao je pravo na fakultetu u austrijskom Grazu. Surađivao je s Tinom Ujevićem. Uoči rata pokrenuo je 1913. list Ujedinjenje. Zbog protudržavnih članaka koje je ondje objavio, oboje su uhićeni i zatvoreni. Nakon višemjesečnog zatvora iste godine emigrirao je u Kraljevinu Srbiju. 
Smjestio se je u Beogradu, gdje je studirao književnost. Početkom rata dragovoljno se je javio u srpsku vojsku. U Nišu je prišao Jugoslavenskom odboru. Ondje je za rata pokrenuo list Jugoslavenski glasnik, a supokretači bili su Stevan Galogaža i Vladislav Fabijančić. Nakon par godina napisao je knjigu Raspeće Srbije u kojoj je opisao kako se je 1915. kroz Albaniju zajedno sa srpskom vojskom nakon teškog poraza od Austro-Ugarske. Potom je otišao u Švicarsku, u Ženevu (gdje se je vodila jugoslavenska politika) Ondje je studirao francuski jezik i radio u tiskovnom uredu Kraljevine Srbije. 
Djelovao je u organizaciji mladih intelektualaca Jugoslavenska ujedinjena (nacionalistička) omladina koja je djelovala u inozemstvu, na projektu južnoslavenskog ujedinjenja. Najznačajniji među njima bili su Ljubo Leontić, Niko Bartulović, Augustin (Tin) Ujević, Petar Sljepčević, Milostislav Bartulica, Vladislav Fabjančić, Vladimir Gačinović, Stevan Galogaža, Luka Smodlaka i dr. Organizacija je imala ambicije biti samostalnim čimbenikom, no Jugoslavenski odbor se prema njima odnosio svisoka, gledajući ih svesti na razinu intelektualnog servisa. Uz radikalne stavove omladinaca u ciljevima i sukobima sukobili su se s Odborom.
Još za rata je 1916. otišao u Čile kod hrvatskih iseljenika iz organizacije Jugoslavenska narodna obrana. Boravio je u Antofagasti. Ondje je on i njegova organizacija postigla najkonkretnije rezultate: organizirala je u Južnoj Americi jugoslavenski iseljenički pokret (posebice Bartulica i Ljubo Leontić), zapravo najviše među Hrvatima.
Ondje je tijekom rata sve do zaključivanja mirovnih ugovora uređivao list Jugoslavensku državu, sve do povratka 1919. u Hrvatsku, u Zagrebu Ondje je od 1920. obnašao dužnost tajnika Organizacije iseljenika u Zagrebu. Pisao je političku publicistiku sve do velikosrpskog atentata na Stjepana Radića. Nakon toga se je ostavio ote tematike te se usmjerio samo na probleme iseljeništva, sukladno njegovoj tajničkoj dužnosti u organizaciji iseljenika koju je obnašao do 1940. godine.
Za Drugog svjetskog rata djelovao je u Zagrebu, u NDH. 1942. godine napisao je knjigu Hrvatsko izseljeničtvo u svjetlu dokumenata.